# Biblioteca Nacional de Mèxic
La Biblioteca Nacional de Mèxic, també coneguda per les seves sigles BNM, va ser fundada el 30 de novembre de 1867 pel president de llavors, Benito Juárez, qui per decret va establir definitivament la seva seu en el temple de Sant Agustí. La biblioteca va ser inaugurada el 2 d'abril de 1884 i va obrir les portes amb aproximadament 91.000 volums, on s'hi incloïen manuscrits, incunables (llibres impresos a Europa durant el segle xv) i impresos de la Nova Espanya.
Al 1914 la BNM va quedar vinculada a la Universitat Nacional de Mèxic i en quant aquesta va obtenir la seva autonomia, al 1929, la Biblioteca Nacional va quedar com a part integrant de la UNAM. L'any 1967 es va crear l'Institut d'Investigacions Bibliogràfiques per administrar i coordinar la BNM, que dotze anys més tard es va traslladar des de l'antic temple de San Agustí a la seva seu actual, al Centre Cultural Universitari. L'edifici de la biblioteca també alberga la Hemeroteca Nacional de Mèxic.

## Antecedents històrics
La Biblioteca Nacional de Mèxic va ser fundada l'any 1867, després de diversos intents de creació. El primer decret per a la seva creació es va expedir el 24 d'octubre de 1833, com a iniciativa dels membres de la recent creada Direcció General d'Instrucció Pública, afavorida pel vicepresident Valentín Gómez Farías i per José María Luis Mora.
En aquest decret es destinava l'edifici del Col·legi de Santos per a albergar la Biblioteca, i es designava com a director a Manuel Eduardo de Gorostiza. A fi de desenvolupar la seva col·lecció bibliogràfica, a més d'un pressupost per a la compra de llibres se li van destinar els del col·legi mencionat i els pertanyents a la Universitat.
Tot i que les pugnes polítiques entre els liberals i conservadors van postergar la formació de la Biblioteca Nacional de Mèxic, no van faltar personatges que es van interessar en la seva creació. Un altre intent va ser el de José Mariano de Sales, per decret del 30 de novembre de 1846, en el qual es va instituir a més el "Dipòsit Legal", mitjançant el qual s'obligava als impressors del Districte Federal i els Territoris a enviar a la Biblioteca Nacional de Mèxic un exemplar de tot el publicat en els seus tallers.
Amb el decret del 14 setembre de 1857, Ignacio Comonfort va suprimir la Real i Pontifícia Universitat de Mèxic i va disposar que l'edifici, els llibres, fons i altres béns que li pertanyien fossin destinats a la formació de la Biblioteca Nacional de Mèxic.
En restaurar-se la República després de l'Imperi de Maximiliano, Benito Juárez, per decret del 30 de novembre de 1867, va establir definitivament la Biblioteca Nacional de Mèxic en el temple de Sant Agustí i va ordenar que, a més dels llibres designats per a la seva formació en els decrets referits, es disposés de tots els dels antics convents, igual que els de la biblioteca que pertanyia a la Catedral Metropolitana. El 13 gener 1868 van iniciar els treballs d'adaptació de l'antic Temple de Sant Agustí, projecte realitzat per Eleuterio Méndez i Vicente Hereida, tots dos arquitectes de l'Acadèmia de Sant Carles.

## Missió, visió i objectius

### Missió
- Normalitzar les activitats Bibliotecnològiques i publicar la bibliografia nacional.
- Donar suport i desenvolupar programes nacionals i internacionals de preservació del patrimoni bibliogràfic nacional.
- Proporcionar serveis de consulta, lectura, informació i accés, principalment sobre els seus propis patrimonis, però considerant la referència al conjunt dels recursos bibliogràfics nacionals.
- Divulgar el contingut de les col·leccions: catàlegs, bibliografies, fullets, exposicions, conferències, pàgines web, visites guiades i altres mitjans.
- Adquirir les obres sobre Mèxic editades o produïdes a l'estranger.

### Visió
- Compilar la bibliografia nacional.
- Facilitar l'accés a la informació i als documents protegits.
- Ser el màxim repositori bibliogràfic del país.
- Protegir la memòria bibliogràfica de Mèxic.

### Objectius
- Reunir, organitzar, preservar i difondre la memòria bibliogràfica i documental del país, per tal de donar suport al desenvolupament científic, educatiu i cultural de Mèxic.
- Concentrar, custodiar i fer accessibles els materials editats en diversos suports, i que integren el patrimoni bibliogràfic de la nació.